# Jan Breur
Jan Breur (ur. 23 grudnia 1951 w Schiedam – zm. 22 listopada 2010 w Vlaardingen) – holenderski kolarz torowy i szosowy, brązowy medalista torowych mistrzostw świata.

## Kariera
Największy sukces w karierze Jan Breur osiągnął w 1975 roku, kiedy zdobył brązowy medal w wyścigu ze startu zatrzymanego zawodowców podczas mistrzostw świata w Liège. W zawodach tych wyprzedzili go jedynie Dieter Kemper z RFN i kolejny reprezentant Holandii - Cees Stam. Breur dwukrotnie zdobywał medale torowych mistrzostw kraju, ale nigdy nie wystąpił na igrzyskach olimpijskich. Startował także w wyścigach szosowych, wygrywając między innymi kryterium w Hadze w 1971 roku, Ridderkerk w 1977 roku oraz w Schiedam w latach 1977, 1978 i 1979.